# Roy Neuberger
Roy Neuberger (21. juli 1903 – 24. december 2010) var en amerikansk finansmand.